# Camelot

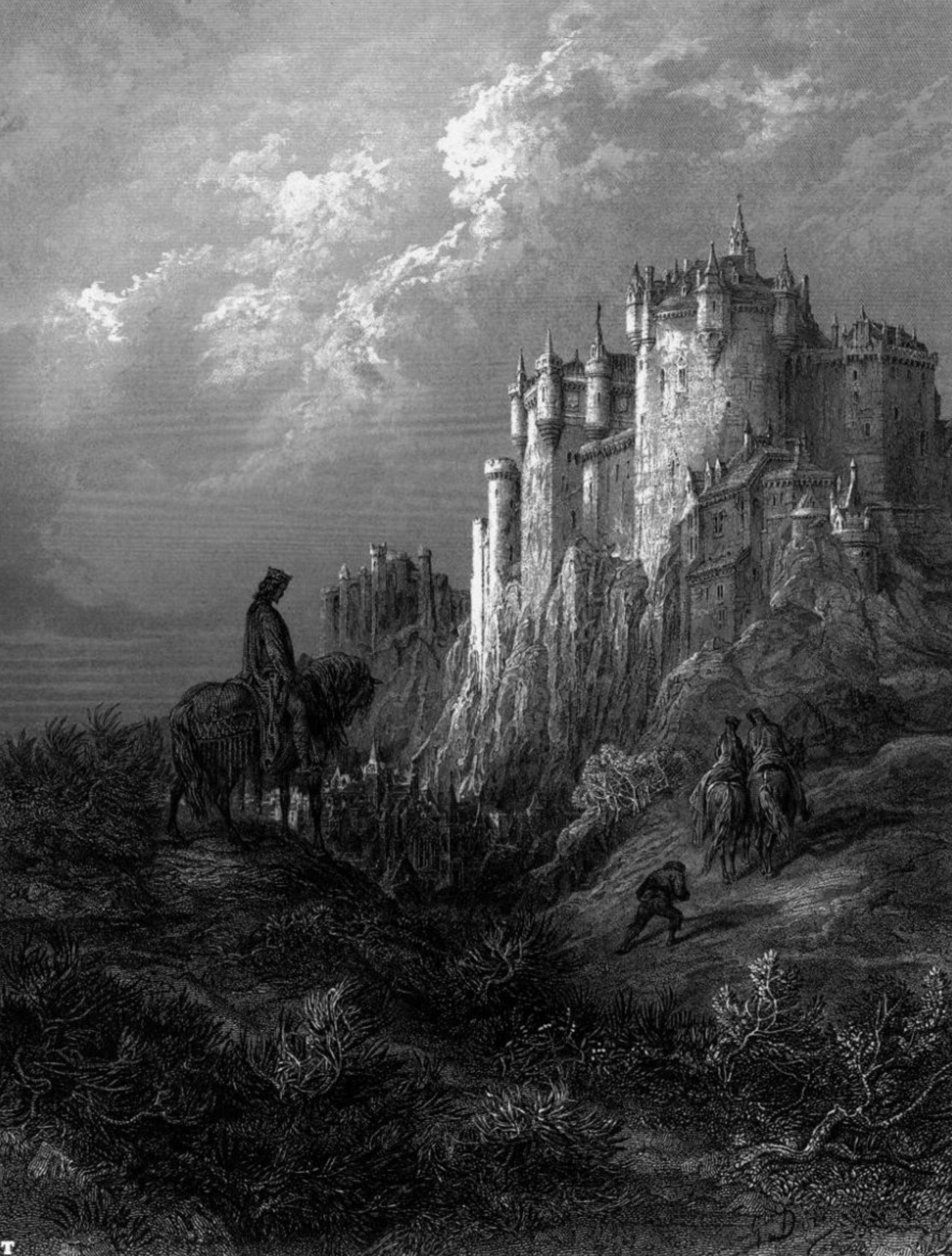
Camelot zoals verbeeld door Gustave Doré

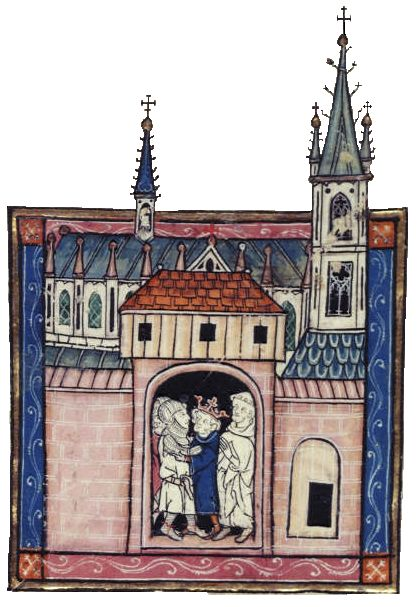
Middeleeuwse miniatuur: koning Arthur in Camelot, Romance de Saint Graal, Robert de Borron

Camelot, ook geschreven als Camelat, is het legendarische kasteel van koning Arthur. Naar de ligging ervan kan slechts worden gegist.
Er wordt vaak van uitgegaan dat Camelot het enige legendarische onderkomen was van koning Arthur. In middeleeuwse teksten zou hij echter hof hebben gehouden in een andere stad, waaronder mogelijk Carleon. Over Camelot wordt pas voor het eerst gesproken in regel 34 van Chrétien de Troyes' Lancelot. Camelot komt echter niet in alle manuscripten van die tijd voor. In Vulgate Cycle (13e eeuw) wordt Camelot genoemd als de belangrijkste woonplaats van Arthur.

## South Cadbury Castle
John Leland identificeerde in 1542 als eerste het fort South Cadbury Castle bij Glastonbury met Camelot. Het ligt tegenover Caerleon aan de overzijde van het Kanaal van Bristol. Moderne archeologen waren er van overtuigd dat de verhalen van het kasteel als Camelot verzonnen waren, totdat er in de jaren vijftig van de 20e eeuw bij de wallen aardewerk werd gevonden uit de 5e en 6e eeuw. Uit opgravingen tussen 1966 en 1970 bleek dat er in die tijd op de top van de heuvel een grote hal van 20 bij 10 meter had gestaan, gebouwd van hout, leem en riet. In dezelfde tijd had de bovenste omwalling een palissade en een groot poortgebouw. Er werden niet alleen lokaal aardewerk uit die tijd tussen de resten gevonden, maar ook aardewerk uit het oosten van het Middellandse Zeegebied. De conclusie luidt dat South Cadbury Castle  een goed verdedigbaar fort was van een machtige man uit de 5e/6e eeuw. 

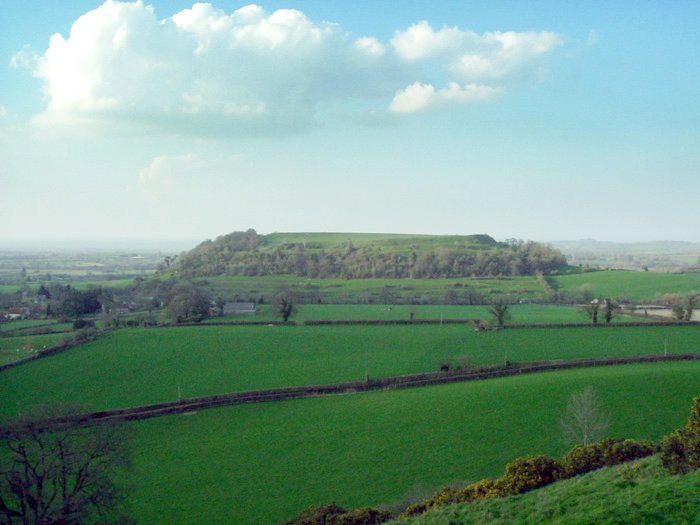
South Cadbury Castle, Somerset, Zuidwest-Engeland

## Camelot in de moderne cultuur
- The Lady of Shalott (gedicht, 1832)  en The Lady of Shalott (schilderij, 1888) zijn erop gebaseerd
- Camelot, een musical over de legende, oorspronkelijk uit 1960
- Camelot, een Amerikaanse film uit 1967 gebaseerd op de musical
- In seizoen 5 van de fantasyserie Once Upon a Time komt het koninkrijk Camelot vaak voor.
- Het grootste deel van de televisieserie Merlin speelt zich af in Camelot.